# Прая а Маре
Пра̀я а Ма̀ре (на италиански: Praia a Mare, обикновено наричано само Praia, Прая) е морско курортно градче и община в Южна Италия, провинция Козенца, регион Калабрия. Разположено е на брега на Тиренско море. Населението на общината е 6802 души (към 2010 г.).